# Metcalfiella richteri
Metcalfiella richteri är en insektsart som beskrevs av Mckamey. Metcalfiella richteri ingår i släktet Metcalfiella och familjen hornstritar. Inga underarter finns listade i Catalogue of Life.